# Coptodactyla papua
Coptodactyla papua là một loài bọ cánh cứng trong họ Bọ hung (Scarabaeidae).